# Campionato della Kansai Ki-in
Il Campionato della Kansai Ki-in (in giapponese: 関西棋院選手権戦, Kansai Ki-in Senshuken) è stato un torneo professionistico di Go giapponese, organizzato tra il 1955 e il 1974 dalla Kansai Ki-in. Non deve essere confuso con il Kansai Ki-in Primo Posto

## Storia
Il Campionato della Kansai Ki-in originario si svolse a partire dal 1955; tra il 1962 e il 1965 il torneo non si disputò. Nel 1975 si fuse con il Campionato della Nihon Ki-in per formare il Tengen.
Nelle prime edizioni il torneo si disputò con komi pari a 0, poi fu modificato in 4,5. 
Il torneo era sponsorizzato dal quotidiano Kobe Shinbun.

## Albo d'oro
| Edizione | Anno | Vincitore       | Punteggio | Finalista       |
| -------- | ---- | --------------- | --------- | --------------- |
| 1        | 1955 | Shin Tainaka    | ?         | ?               |
| 2        | 1956 | Dogen Handa     | ?         | ?               |
| 3        | 1957 | Shoji Hashimoto | ?         | ?               |
| 4        | 1958 | Etsuo Suzuki    | ?         | ?               |
| 5        | 1959 | Hiroaki Tono    | ?         | ?               |
| 6        | 1960 | Shoji Hashimoto | ?         | Dogen Handa     |
| 7        | 1961 | Shuchi Kubouchi | ?         | ?               |
| 8        | 1966 | Shuchi Kubouchi | ?         | Dogen Handa     |
| 9        | 1967 | Naoki Miyamoto  | ?         | Hiroaki Tono    |
| 10       | 1968 | ?               | ?         | ?               |
| 11       | 1969 | ?               | ?         | ?               |
| 12       | 1970 | Shinzo Ishii    | ?         | ?               |
| 13       | 1971 | Utaro Hashimoto | 2-0       | Hiroaki Tono    |
| 14       | 1972 | Utaro Hashimoto | 2-0       | Hiroaki Tono    |
| 15       | 1973 | Utaro Hashimoto | 2-1       | Hitomi Fujiki   |
| 16       | 1974 | Utaro Hashimoto | 2-1       | Shuchi Kubouchi |